# Делом, Хлоя
Хлоя Делом (урожденная Натали Дален; родилась в 1973 году) — французская писательница и музыкант.

## Биография
Родилась в Париже и провела детство в Бейруте. В 1983 году, в десятилетнем возрасте, стала свидетелем того, как ее отец убил ее мать, а затем покончил с собой. После этого жила с бабушкой и дедушкой, дядей и тетей. Является  племянницей Жоржа Ибрагима Абдаллы.
Поступила в Парижский университет X, планируя стать учителем, как и ее мать. По-видимому, разочарованная университетской системой, решила заняться литературным творчеством, зарабатывая на жизнь официанткой в барах с женской обслугой.
Первый роман Делом, -- Les Mouflettes d'Atropos, -- был опубликован в издательстве Les Mouflettes d'Atropos. Затем она сотрудничала под своим первоначальным именем в литературном журнале Le matricule des anges .  
Хлоя Делом — ее псевдоним: имя Хлоя происходит от героини романа Бориса Виана «L’Écume des jours», а фамилия, Делом, взята из  пьесы Антонена Арто «L’Arve et l’Aume».

## Произведения
- Les Mouflettes d'Atropos, Éditions Farrago, 2000
- Mes Week-ends sont pires que les vôtres, Éditions du Néant, 2001
- Le Cri du sablier, Éditions farrago/Léo Scheer, 2001
- La Vanité des Somnambules, Éditions Farrago/Léo Scheer, 2003
- Monologue pour épluchures d'Atrides, Éditions du C.I.P.M., 2003
- Corpus Simsi, Éditions Léo Scheer, 2003
- Certainement pas, Éditions Verticales, 2004
- Les Juins ont tous la même peau, Éditions La Chasse au Snark, 2005
- J'habite dans la télévision, Éditions Verticales, 2006
- Neuf Leçons de littérature, 2007
- Chanson de geste & Opinions, Éditions Mac/Val, 2007
- La Dernière Fille avant la guerre, Éditions Naïve Sessions, 2007
- La Nuit je suis Buffy Summers, Éditions èe, 2007
- Transhumances, Éditions èe, 2007
- Dans ma maison sous terre, Seuil (Fiction & cie collection), 2008
- Eden matin midi et soir, Joca Seria, 2009
- Narcisse et ses aiguilles, L'une et l'autre, 2009
- Au commencement était l'adverbe, 2010
- La Règle du je, PUF, 2010
- Sillages, Cadex, 2010
- Le Deuil des deux syllabes, L'une et l'autre, 2011
- Une femme avec personne dedans, Seuil, 2012
- Perceptions, illustrations de François Alary, éditions Joca Seria, 2012
- Où le sang nous appelle, avec Daniel Schneidermann, Seuil, 2013
- Les Sorcières de la République, Seuil, 2016
- Mes Bien Chères Sœurs, Seuil, 2019
- Le Coeur synthétique, 2020 (В 2024 году в издательстве Бель Летр вышел русский перевод ➤)